# Fundación Internacional para la Libertad
La Fundación Internacional para la Libertad (FIL), presidida por el Premio Nobel de Literatura Mario Vargas Llosa, fue creada en octubre de 2002 y tiene como principal objetivo la defensa de aquellos principios cuya instauración constituyen las bases de la democracia, la libertad y la prosperidad. Su constitución ha sido una iniciativa de un grupo de intelectuales y referentes de think tanks de ambos lados del Atlántico (Estados Unidos, Iberoamérica y Europa).

## Historia
Fue fundada en octubre de 2002 por un grupo de intelectuales liderados por Mario Vargas Llosa, con el propósito de influir en la agenda internacional y apoyar a sus institutos y fundaciones en la difusión de ideas y suministro de información sobre la realidad iberoamericana y sus relaciones con Estados Unidos y Europa. La FIL lleva a cabo eventos y desarrolla líneas de investigación centradas en "la lucha contra la pobreza, el fortalecimiento de las instituciones democráticas, la reforma del estado, la defensa de la sociedad abierta y la consolidación de la economía de mercado."
A lo largo de los años la FIL organizó seminarios en Caracas, Lima, Arequipa, Bogotá, Cartagena, Buenos Aires, Rosario, Santiago de Chile, México, Nueva York, Washington, Miami, entre otros; además de las 10 ediciones del Foro Atlántico que lleva celebrando a mitades de año en Madrid. Participó, asimismo, en más de treinta foros en ciudades latinoamericanas llevando figuras reconocidas.
La misión de la Fundación Internacional para la Libertad (FIL) es la defensa y promoción de los principios de libertad, democracia y estado de derecho, adoptando estrategias destinadas a luchar, en el campo de las ideas, contra quienes amenazan estos valores. La visión de la FIL es la de un mundo libre y próspero donde los principios de libertad individual, derechos de propiedad, gobierno limitado y mercados libres estén asegurados por el Estado de Derecho.

## Críticas
La fundación ha sido criticada por detractores pertenecientes a la izquierda por recibir financiamiento público de la Fundación ICO. La FIL ha respondido aclarando que "se financia de forma abrumadoramente mayoritaria -alrededor del 98%- con fondos de empresas y entidades privadas de Iberoamérica", y, "no obstante en tres o cuatro ocasiones, en el pasado, hemos recibido pequeños auspicios de la Fundación ICO para la realización de nuestro Foro Atlántico que se celebra en Casa de América todos los años, tal como fue expuesto oportunamente en todo el material de promoción y realización de los mismos".